# Gélise
Die Gélise ist ein Fluss in Frankreich, der in den Regionen Okzitanien und Nouvelle-Aquitaine verläuft. Sie entspringt im Gemeindegebiet von Lupiac, entwässert generell Richtung Nordost und mündet nach rund 92 Kilometern im Gemeindegebiet von Lavardac als linker Nebenfluss in die Baïse. Auf ihrem Weg berührt sie die Départements Gers, Landes und Lot-et-Garonne.

## Orte am Fluss
- Dému
- Eauze
- Sos
- Mézin
- Barbaste
- Lavardac

## Sehenswürdigkeiten
- Romanische Brücke über die Gélise bei Barbaste
- Befestigte Mühle von Barbaste